# Nowe Miasto Lubawskie (gemeente)
De gemeente Nowe Miasto Lubawskie is een landgemeente in het Poolse woiwodschap Ermland-Mazurië, in powiat Nowomiejski.
De zetel van de gemeente is in Mszanowie.
Op 30 juni 2004 telde de gemeente 7740 inwoners.

## Oppervlakte gegevens
In 2002 bedroeg de totale oppervlakte van gemeente Nowe Miasto Lubawskie 138,02 km², waarvan:
- agrarisch gebied: 69%
- bossen: 17%

De gemeente beslaat 19,86% van de totale oppervlakte van de powiat.

## Demografie
Stand op 30 juni 2004:
| Omschrijving                   | Totaal | Totaal | Vrouwen | Vrouwen | Mannen | Mannen |
| ------------------------------ | ------ | ------ | ------- | ------- | ------ | ------ |
| eenheid                        | aantal | %      | aantal  | %       | aantal | %      |
| inwoners                       | 7740   | 100    | 3871    | 50      | 3869   | 50     |
| bevolkingsdichtheid (inw./km²) | 56,1   | 56,1   | 28      | 28      | 28     | 28     |

In 2002 bedroeg het gemiddelde inkomen per inwoner 1256,11 zł.

## Administratieve plaatsen (sołectwo)
Bagno, Bratian, Chrośle, Gryźliny, Gwiździny, Jamielnik, Kaczek, Lekarty, Mszanowo, Nawra, Nowy Dwór Bratiański, Pacółtowo, Pustki, Radomno, Skarlin, Tylice.

## Aangrenzende gemeenten
Biskupiec, Grodziczno, Iława, Kurzętnik, Lubawa, Nowe Miasto Lubawskie
- Library of Congress Control Number: n2009029297
- Virtual International Authority File: 132758222